# Italienske lira
Italiensk lira (flertal: lire) var den officielle møntenhed i Italien frem til 1. januar 1999, da den blev skiftet ud med euro (euromønter og sedler blev ikke introduceret før i 2002).
- Wikimedia Commons har flere filer relateret til Italienske lira

| Artikelstump | Spire Denne artikel om penge eller valuta er en spire som bør udbygges. Du er velkommen til at hjælpe Wikipedia ved at udvide den. |